# Inside Passage

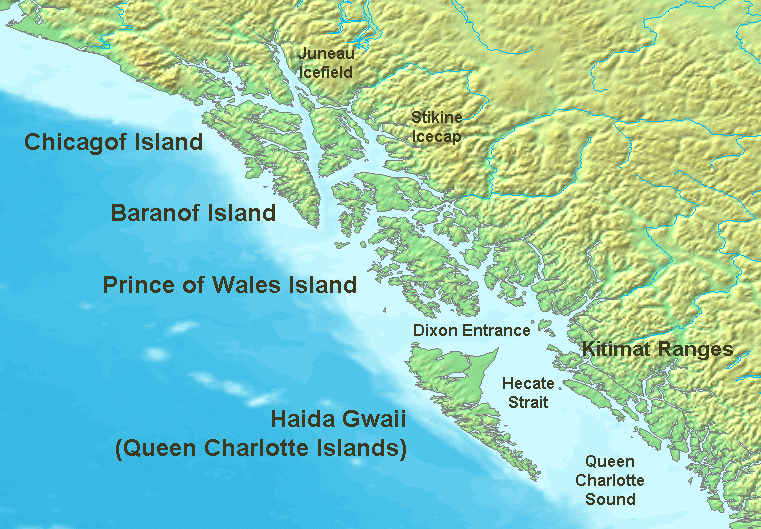
het gebied van de Inside Passage

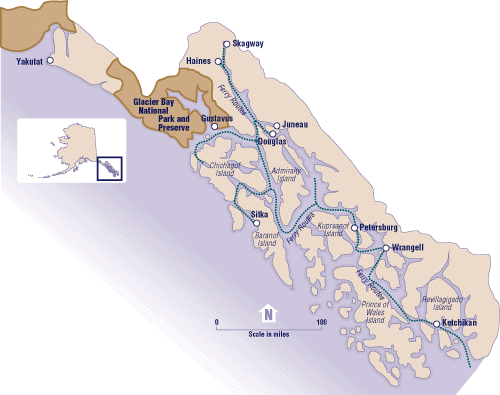
de Inside Passage in Alaska

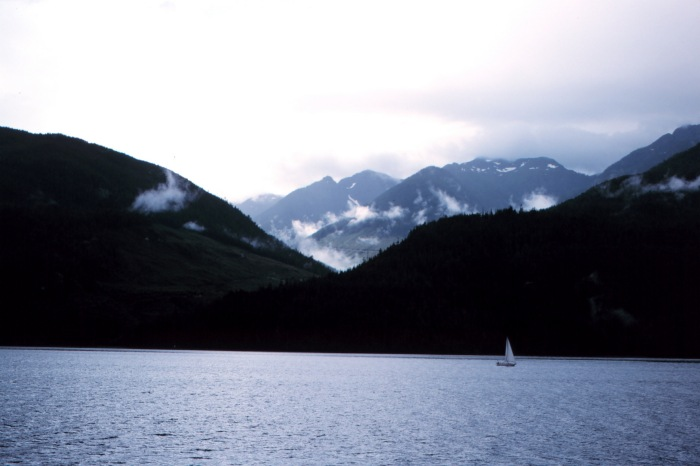
Gezicht op de Inside Passage

De zeeroute tussen de staten Washington en Alaska, langs de westkust van Canada wordt de Inside Passage genoemd. De route en de wateren waar de Inside Passage doorheen gaat werden door George Vancouver in kaart gebracht.
Tijdens de Goudkoorts van Klondike werden duizenden mijnwerkers / goudzoekers via deze verbinding naar het noorden gebracht.
Tegenwoordig maakt de Inside Passage deel uit van de Alaska Marine Highway.

## Wateren
De zeeroute voert onder andere over de wateren in Alaska:
- Cross Sound
- Icy Strait
- Taiya Inlet
- Chilkoot Inlet
- Lynn Canal
- Chatham Strait
- Saginaw Channel
- Favorite Channel
- Stephens Passage
- Frederick Sound
- Wrangell Narrows
- Sumner Strait
- Stikine Strait
- Clarence Strait
- Tongass Narrows
- Revillagigedo Channel

De zeeroute voert onder andere over de wateren in Canada:
- Dixon Entrance
- Chatham Sound
- Malacca Passage
- Arthur Passage
- Grenville Channel